# Mălureni (gmina)
Mălureni – gmina w Rumunii, w okręgu Ardżesz. Obejmuje miejscowości Bunești, Mălureni, Păuleasca, Toplița i Zărnești. W 2011 roku liczyła 4825 mieszkańców.